# U-Bahnhof Gelsenkirchen Hauptbahnhof
Der U-Bahnhof Gelsenkirchen Hauptbahnhof befindet sich unter dem Gelsenkirchener Hauptbahnhof. Er besteht seit 1984 und wird von den Linien 107, 301 und 302 bedient. Er verfügt über einen Mittelbahnsteig. Im Süden befindet sich eine Wendeanlage für Straßenbahnen und eine Rampe, welche die Linie 302 ab der Haltestelle „Rheinelbestraße“ oberirdisch im Straßenraum Richtung Wattenscheid und Bochum weiterführt. 
Nach Norden setzt sich die Strecke über sechs weitere unterirdische Stationen fort (bis U-Bahnhof Trinenkamp), um über eine Rampe vor der Haltestelle „Zoom Erlebniswelt“ oberirdisch weiter zu verlaufen. Dies gilt für die Linie 301; die Linien 107 und 302 verlassen den Tunnel vor der Station am Musiktheater.
| Linie | Verlauf | Takt (Mo–Fr)                                                  | Betreiber           |
| ----- | --- | ------------------------------------------------------------- | ------------------- |
| 107   | Kulturlinie 107: U Gelsenkirchen Hbf – U Heinrich-König-Platz – Gelsenkirchen Musiktheater – Gelsenkirchen-Feldmark – Essen-Katernberg – Zollverein Nord Bf – Abzw. Katernberg – Zollverein – Stoppenberg – U Viehofer Platz – U Rathaus Essen – U Essen Hbf | 20 min                                                        | Ruhrbahn / Bogestra |
| 301   | Gelsenkirchen-Horst Essener Str. – Schloss Horst – Buerer Str. – Gelsenkirchen-Buer Süd Bf – Beckhausen - Buer Rathaus/Kunstmuseum – Erle – ZOOM Erlebniswelt – U Trinenkamp – U Bergwerk Consolidation – U Bismarckstraße – U Leipziger Straße – U Musiktheater – U Heinrich-König-Platz – U Gelsenkirchen Hbf | 7/8 min                                                       | Bogestra            |
| 302   | Gelsenkirchen-Buer Rathaus – Gelsenkirchen, Veltins-Arena – Gelsenkirchen-Schalke – Musiktheater – U Heinrich-König-Platz – U Gelsenkirchen Hbf – Gelsenkirchen-Ückendorf – Bochum-Wattenscheid, August-Bebel-Platz – Stahlhausen Wattenscheider Str. – U Bochumer Verein/Jahrhunderthalle – U Rathaus (Süd) – U Bochum Hbf – U Lohring – Altenbochum Kirche – Bochum-Laer Mitte – (Mark 51° 7 – Langendreer Markt – Langendreer ) / O-Werk | 7/8 min (Buer–Laer) 15 min (Laer–Langendreer und Laer–O-Werk) | Bogestra            |

Es besteht oberhalb am ZOB Anschluss zu vielen Buslinien.
| Linie | Verlauf | Takt (Mo–Fr)                                        | Betreiber            |
| ----- | --- | --------------------------------------------------- | -------------------- |
| SB29  | Bottrop ZOB Berliner Platz – Bottrop Hbf – Gelsenkirchen Musiktheater – Gelsenkirchen Hbf | 60 min                                              | DB Rheinlandbus      |
| SB36  | Gelsenkirchen Hbf – Musiktheater – Schloß Horst – Gelsenkirchen-Horst, Buerer Str. – Gladbeck-Rosenhügel Hunsrückstr. – Brauck – Butendorf – Gladbeck Oberhof – Gladbeck Goetheplatz – Gladbeck West Bf – Rentfort – Bottrop-Kirchhellen (abends sowie sonn- und feiertags nur zwischen Schloß Horst und Bottrop-Kirchhellen) | 20 min                                              | Bogestra / Vestische |
| 194   | Gelsenkirchen Hbf – Gelsenkirchen-Rotthausen – Zeche Bonifacius – Kray Nord Bf – Kray Mitte – Kray Süd Bf – Steele – Essen-Rellinghausen – Stadtwaldplatz – Bredeney – Essen-Haarzopf Erbach | 20 min                                              | Ruhrbahn / Bogestra  |
| 348   | Essen Abzweig Katernberg – Essen-Beisen – Gelsenkirchen-Rotthausen Auf der Reihe – Gelsenkirchen Hbf – Leipziger Str. – Bulmke-Hüllen – Konradstraße | 20 min                                              | Bogestra / Ruhrbahn  |
| 380   | Gelsenkirchen-Buer Rathaus – Gelsenkirchen-Schalke – Schalker Meile – Musiktheater – Gelsenkirchen Hbf | 20 min                                              | Bogestra             |
| 381   | Gelsenkirchen-Rotthausen Landschede – Rotthausen – Gelsenkirchen-Neustadt – Gelsenkirchen Hbf – Schalke Ernst-Kuzorra-Platz – Erle Marktstr. – (Resser Mark – Resse Kirschblütenweg) / (Middelich - Gelsenkirchen-Buer Rathaus (nur abends sowie sonn-/feiertags))                                                            | 20 min                                              | Bogestra             |
| 382   | Trinenkamp – GE-Zoo Bf – Gelsenkirchen-Bismarck – Bulmke-Hüllen – Grillo-Gymnasium – Gelsenkirchen Hbf – Gelsenkirchen Stadtgarten – Justizvollzugsanstalt Gelsenkirchen – Gelsenkirchen-Feldmark, Katernberger Straße | 10 min (Trinenkamp–GE Hbf) 30 min (GE Hbf–Feldmark) | Bogestra             |
| 383   | Gelsenkirchen-Horst, Buerer Str. – Horst, Nordsternpark – Heßler – Musiktheater – Gelsenkirchen Hbf – Ückendorf – Bochum-Günnigfeld / GE-Bulmke-Hüllen, Neuhüller Str. | 10/20 min                                           | Bogestra             |
| 385   | Gelsenkirchen Hbf – Gelsenkirchen-Neustadt – Ückendorf – Herne-Röhlinghausen Markt – Eickel Kirche – Bochum-Hofstede, Hannibal Einkaufszentrum – Riemke Markt – (Rensingstraße – Bochum-Riemke, Zillertal) / Keplerweg | 30 min                                              | Bogestra             |
| 388   | Gelsenkirchen Hbf – Feldmark – Rotthausen – Haus Leithe – Ückendorf, Marienhospital | 30 min                                              | Bogestra             |
| 389   | Gelsenkirchen Hbf – Gelsenkirchen-Neustadt – Marienhospital Gelsenkirchen – Bochum-Wattenscheid-Leithe – Wattenscheid August-Bebel-Platz – Wattenscheid Bf – Höntrop Kirche – WAT-Höntrop – Höntrop Gerdes Feld – Bochum-Eiberg Zilleweg                                                                                      | 15/30 min                                           | Bogestra             |

Auch besteht Anschluss oberhalb an die S-Bahnlinie S 2, die Regionalexpress-Linien RE 2, RE 3, RE 42 und die Regionalbahn-Linien RB 35 und RB 46.